# Jeff Kinney

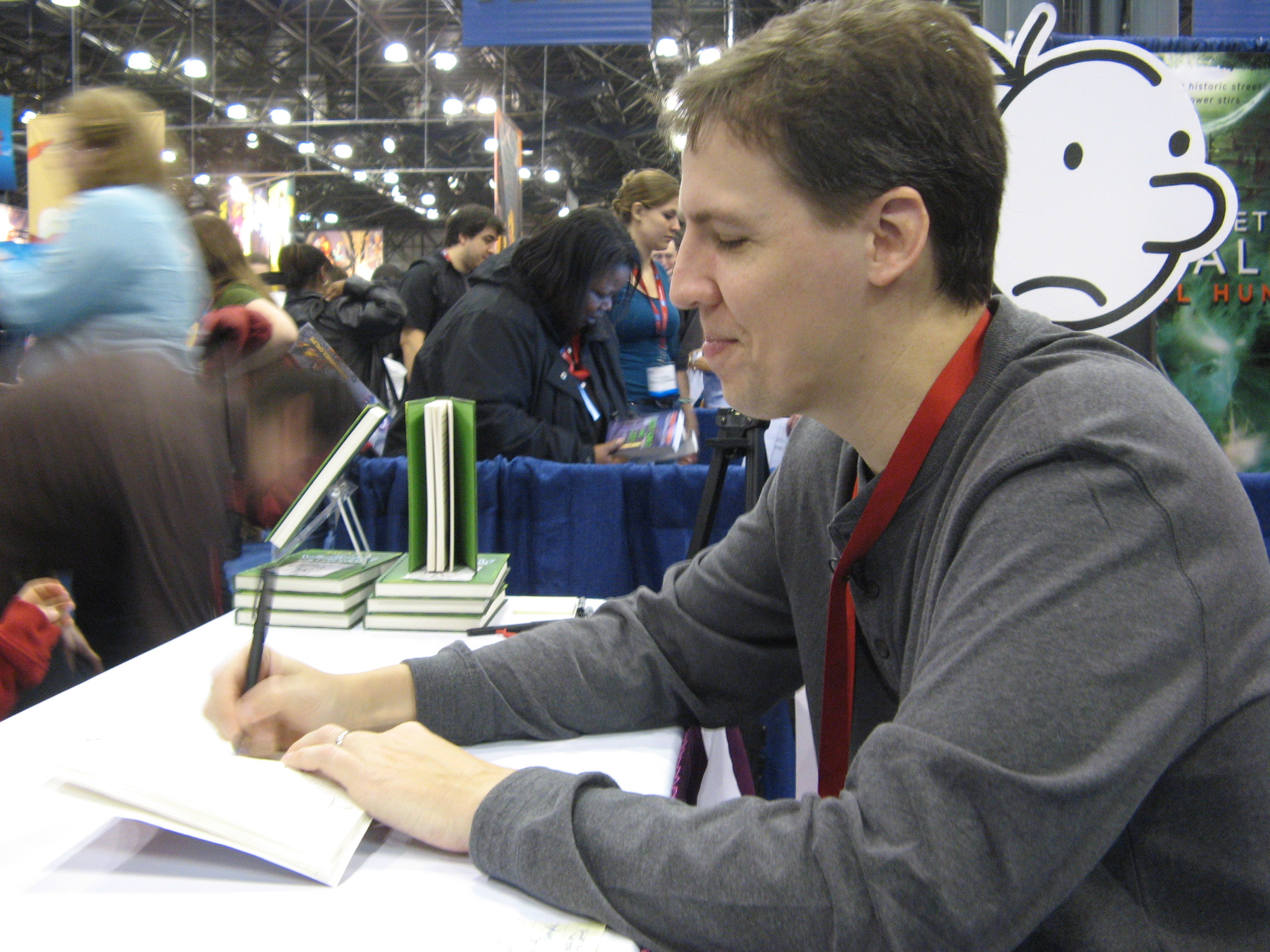
Jeff Kinney

Jeffrey "Jeff" Kinney (n. 19 februarie 1971, Fort Washington, Maryland) este un autor de benzi desenate și de cărți pentru copii, și designer de jocuri video american. Este autorul seriei „Jurnalul unui puști” și creatorul site-ului pentru copii Poptropica.
În 2009, Jeff Kinney a fost inclus de revista Time în topul celor mai influente 100 de personalități din lume A fost desemnat cel mai bine vândut de publicația New York Times.

## Biografie
Și-a petrecut copilăria în zona Washington D.C., apoi s-a mutat în New England. Locuiește în sudul statului Massachusetts alături de soția sa, Julie, și de cei 2 fii ai lor, Will și Grant.

## Cărți
- Jurnalul unui pusti(20sigm03)
- Jurnalul unui pusti 2: Rodrick E Cel Mai Tare(2008)
- Jurnalul unui pusti 3: Ultima Picătură(2009)
- Jurnalul unui pusti 4: Căldură Mare(2009)
- Jurnalul unui pusti 5: Adevărul gol-goluț(2010)
- Jurnalul Unui Pusti Tau(2011)
- Jurnalul unui pusti 6: Arest la domiciliu(2011)
- Jurnalul unui pusti 7: A cincea roata la caruta(2012)
- Jurnalul unui pusti 8: Ghinion cu carul(2013)
- Jurnalul unui pusti 9: La drum lung(2014)
- Jurnalul unui pusti 10: Ca pe vremuri(2015)
- Jurnalul unui puști 11:

Dublu sau nimic(2016)
- Jurnalul unui puști 12:

Escapada(2017) 
- Jurnalul unui puști 13:

Dezghețul(2018)
- Jurnalul unui puști 14:

Marea Demolare(2019)